# Alexandru Nilca
Alexandru Nilca (Târgu Mureș, 6 novembre 1945) è un ex schermidore rumeno, specialista della sciabola, vincitore di una medaglia di bronzo nella scherma ai Giochi olimpici.